# Бронепоезд «Путиловцы» имени тов. Ленина
Бронепоезд «Путиловцы» имени тов(арища) Ленина — бронепоезд № 6 (бепо № 6) — один из самых известных бронепоездов Красной Армии Гражданской войны в России.

## История
Наиболее распространены бронепоезда стали во время Гражданской войны в России. В ней боевых действия в большинстве маневренные и в основном вдоль железных дорог — главных путей участвовавших в войне противников. Поэтому наиболее активные боевые действия шли за железнодорожные узлы и железнодорожные пути, там роль бронепоездов часто была очень важна.
В городах рядом с железными дорогами и на станциях склады с вооружением и военным имуществом. Каждая сторона конфликта стремилась их захватить.
Отсутствие танков и недостаток бронеавтомобилей и артиллерийских тягачей заставляли искать решения проблем при ограниченных военно-технических ресурсах и бронепоезда вскоре превратились в универсалы боевых действий.
Было много задач, которые решали с помощью бронепоезда: операции по прорыву фронта, поддержка своих пехоты и кавалерии, преследование отступающих, захват и удержание объектов до подхода своих войск, борьба с вражескими бронепоездами, разведка и прикрытие отхода своих.
Один из самых известных бронепоездов Гражданской войны в России — № 6 «Путиловцы» имени тов. Ленина, сформированный из железнодорожной батареи (примитивного, частично защищённого, поезда с четырьмя 3-х дюймовыми (76-мм) зенитными пушками Лендера на двух полувагонах с стальными бортам) путиловского «стального» противоаропланно-артиллерийского дивизиона. В июле 1918 года батарея выведена на ремонт в Нижний Новгород и из неё сформирован бронепоезд № 6 «Путиловцы» имени тов. Ленина.
Командиром бронепоезда № 6 «Путиловцы» имени тов. Ленина назначен Аврамий Шмай, комиссаром — Иван Газа.

## Устройство
Бронепоезд № 6 «Путиловцы» имени тов. Ленина первоначально состоял из бронепаровоза (забронированного паровоза серии Я осевой формулы 1-3-0) и двух легких «сормовских» бронеплощадок с четырьмя 3-х дюймовыми (76-мм) зенитками Лендера образца 1914/15 годов, с защитой вагонных тележек сплошными неподвижными щитами с дверцами к буксам. На усиленной платформе бронеказемат и две концевые орудийные башни. Конструкция каземата из углового проката. Броня — два слоя твердой стали с прокладкой из дерева. Бронелисты внутреннего слоя крепили к каркасу, наружные — винтами к внутренним. Пол из 5-6-мм брони. В каземате четыре 7,62-мм пулемета Максима.
Орудийная башня из нижней неподвижной и верхней вращающейся частей. Поворотный механизм разворачивал верхнюю часть со скоростью 9 градусов в секунду (поворотный механизм орудия до установки в башню только 3,6 градуса в секунду). Зенитные орудия на своих лафетах.
В ноябре 1920 года бронепоезд стал отличаться от первичного. Бронепаровоз Я уже с четырехосным тендером с башенкой командира бронепоезда. Из двух бронеплощадок одна осталась с 76-мм зенитками; вторая с 76-мм пушками образца 1902 года на тумбовых станках.

## Служба
После сформирования бронепоезд ушел к Орше, где в августе — декабре 1918 года прикрывал демаркационную линию с Германией. В октябре конвоировал к Орше поезд с контрибуционным золотом на 1,5 млрд немецких марок, а в середине ноября 1918 года участвовал в подавлении восстания в Смоленской губернии. Затем бепо № 6 пошел на Южный фронт для поддержки 12-й стрелковой дивизии 8-й армии. В конце 1918 года в районе станции Лиски бепо вступил в первый серьезный бой. Три часа бронепоезд оттягивал на себя крупные силы противника, обеспечивая обход флангов стрелковыми частями, и после его завершения атаковал «белых» с фронта. Те, не выдержав двойного удара, начали отступать. Преследуя «белых», бепо № 6 оторвался от стрелковых частей и оказался в районе действия только малочисленных красноармейских авангардов. Экипаж занялся организацией отрядов из местного населения, это не трудно — крестьян много агитировать не пришлось. И враг опрокинут. Дорога в Донбасс и к Луганску стала открыта.
Три недели экипаж бронепоезда отдыхал, а 27 февраля 1919 года бепо № 6 снова в бою под станцией Вергелевская и в первый же день уничтожили «белую» батарею. Здесь, у Дебальцево, бои шли жестокие. Решающие схватки были и в начале марта. Бепо обеспечивал атаки 15-го стрелкового полка (15-го сп). В рапорте командир 15-го сп писал: «Относительно незначительный процент урона во вверенном мне полку, считаясь с ураганным пулеметным и орудийным огнем противника, может быть отнесен в значительной своей части к меткости стрельбы батарей броневика, несколькими залпами заставлявшего броневые поезда противника уходить, а полевые батареи противника молчать долгие часы, боясь своего обнаружения. 5 и 6 марта цепи вверенного мне полка продвигались почти исключительно под прикрытием огня батарей бронепоезда, и 9 марта, по данным разведки, паровоз неприятельского броневика был приведен в негодность — прямым попаданием…»
12 марта 1919 года бронепоезд прибыл в Луганск, но ремонт орудий в Луганске сделать не могли, и он ушёл в Петроград на Путиловский завод. После ремонта бронепоезд оказался в 6-й армии. Два месяца он содействовал частям 6-й армии, воюющим с эстонцами и Северо-Западной армией Юденича, после чего снова ремонт на Путиловском.
Во время второго похода «белой» Северо-Западной армии на Петроград бронепоезд № 6 пошел в бой с обычным — «черным» паровозом, бронепаровоз остался в ремонте. В боях в районе Ямбург — Гатчина «шестой» окружен. Три дня, 12 — 15 октября, команда выдерживала травлю: бепо атаковали аэропланы, била артиллерия, преследовала неприятельская бронедрезина, фиксировавшая перемещение до того, пока её не уничтожили удачным выстрелом. Но все же бронепоезд № 6 вырвался из окружения. Затем он в боях за Тосно и Николаевскую железную дорогу.
В октябре 1919 года, при наступлении Северо-Западной армии Юденича на Петроград, красноармейские части оставили Гатчину, последним ушел бронепоезд № 44 «Имени Володарского». Но дорога перерезана: у станции Тайцы с позиции у железнодорожного полотна по бронепоезду № 44 открыла огонь артиллерийская батарея противника. «Володарский» превратился в неподвижную мишень для пушек армии Юденича. Положение казалось безвыходным. Но от станции Александровская к Гатчине подошел бронепоезд № 6 «Путиловцы» имени тов. Ленина. Он тоже окружен и тоже пытался найти выход из кольца. Команда «Путиловца» взяла «Володарского» на буксир и вывела со станции. После тяжелых боев оба бронепоезда вырвались из окружения и после ремонта вернулись в строй.
В ноябре 1920 года бепо № 6 перевели на Юго-Восточный, потом на Южный фронт, где он в действующей армии до конца Гражданской войны в европейской части России.
После гражданской войны бронепоезд № 6 в Украинском военном округе использовали в борьбе с бандитами и охраны железных дорог. 15 ноября 1924 года бронепоезд № 6 расформирован.